# Slakkenwouw
De moeras- of slakkenwouw (Rostrhamus sociabilis) is een vogel uit de familie Accipitridae. De vogel werd in 1817 door Louis  Pierre Vieillot beschreven als Herpetotheres sociabilis.

## Kenmerken
Ze worden 40 tot 45 cm lang en 350 tot 400 gram zwaar.
Volwassen mannetjes hebben een donkergrijs verenkleed met zwarte slagpennen, volwassen vrouwtjes zijn bruin met beige gestreepte onderdelen.

## Leefwijze
Deze roofvogel is een echte voedselspecialist. Deze bewoner van zoetwatermoerassen voedt zich bijna uitsluitend met waterslakken. De wouw gebruikt zijn lange, dunne haaksnavel om het vlees uit de slakkenhuizen te halen. Hij vliegt traag over ondiepe plasjes en pikt bij het oppervlak etende slakken uit het water.

## Verspreiding
De moeraswouw komt voor in Florida, Cuba en Centraal- en Zuid-Amerika. Sommige populaties trekken weg. Deze vogel is deels trekvogel.
De soort telt vier ondersoorten:
- R. s. plumbeus: Florida.
- R. s. levis: Cuba.
- R. s. major: oostelijk Mexico, Guatemala en Belize.
- R. s. sociabilis: van Honduras en Nicaragua tot noordelijk Argentinië.

## Status
De grootte van de populatie is in 2019 geschat op twee miljoen volwassen vogels. Op de Rode lijst van de IUCN heeft deze soort de status niet bedreigd.